# 乔治敦 (特拉华州)
乔治敦（Georgetown）位于美国特拉华州南部，是萨塞克斯县的县治所在，面积10.7平方公里。根据美国人口调查局2000年统计，共有人口4,643人，其中白人占56.19%、非裔美国人占20.87%、土著美国人占2.07%。